# Михайловский район (Рязанская область)
Миха́йловский райо́н — административно-территориальная единица (район) и упразднённое в 2024 году муниципальное образование (муниципальный район) на западе Рязанской области России. Ныне Михайловский муниципальный округ.
Административный центр — город Михайлов.

## Физико-географическая характеристика
Общая площадь района — 1841,17 км², в том числе:
- земли сельскохозяйственного назначения — 1616,46 км²;
- земли населённых пунктов — 111,50 км²;
- земли промышленности, транспорта и иного назначения — 38,89 км²;
- земли лесного фонда — 47,00 км²;
- земли особо охраняемых территорий — 1,38 км²;
- земли водного фонда — 3,65 км²;
- земли земельного запаса — 22,29 км².

### Географическое положение
С запада Михайловский район граничит с городским округом Новомосковском, Кимовским районом Тульской области и Московской областью, с юга — со Скопинским, с востока — с Пронским, с севера — с Захаровским районом.
Протяженность территории с севера на юг — 55 км, с запада на восток — 37 км.

### Гидрография
Земли водного фонда составляют 3,65 км².
Реки:
- Проня
  - Кердь
    - Роговая
    - Волосовка
      - Грязная

  - Алешенка
  - Жрака
    - Лубянка

  - Локня
  - Кобылинка
  - Лещенка
  - Яропол
- Кудесна

### Климат
Климат района — умеренно континентальный, характеризующийся теплым, но неустойчивым летом, умеренно-суровой и снежной зимой. Ветровой режим формируется под влиянием циркуляционных факторов климата и физико-географических особенностей местности. Атмосферные осадки на территории района определяются главным образом циклонической деятельностью и в течение года распределяются неравномерно.
Согласно статистике ближайшего крупного населённого пункта — г. Рязани, средняя температура января −7.0 °C (днём) / −13.7 °C (ночью), июля +24.2 °C (днём) / +13.9 °C (ночью).
Осадков около 553 мм в год, максимум летом.
Вегетационный период около 180 дней.

### Полезные ископаемые
В геологическом строении преобладают осадочные породы нижнего и среднего карбона, верхней юры, нижнего мена и четвертичные образования.
Полезные ископаемые района — это цементное сырьё, строительные известняки, легкоплавкие глины, суглинки. Объём запасов известнякового сырья составляет более 1,5 млн м³, свыше 5 млн тюркских глин и четвертичных суглинков, пригодных для корректирующих добавок к цементной шихте.
Мощное месторождение легкоплавких глин находится вблизи кирпичного завода, действующего с 1912 года. Их суммарный объём составляет свыше 100 тыс. м³.
Каменный уголь бурых сортов, типичных для Московского угольного бассейна, обнаружен по течению р. Прони. Он залегает глубоко от поверхности. Мощность слоев незначительна. Из полезных ископаемых известны ещё фосфориты, торф, песок. Пески отличаются друг от друга размером песчинок, богатой гаммой красок: от светло-белой до ярко-жёлтой, от тёмно-серой до тёмно-красной, и разным блеском.

### Почвы
Почвы района — деградированный чернозём. Подпочвой обычно служит лёсс или лёссовидный суглинок, подстилаемый глиной. По берегам Прони и её притоков часто встречаются почвы со значительными отложениями наносов рек. Имеется небольшое содержание серых лесных почв. Среднее содержание гумоса 5,6 %. Большинство почв имеет среднее содержание фосфора и калия. Почвы отзывчивы на внесение органических и минеральных удобрений.

### Растительность
Леса занимают незначительную часть (4,7 тыс. га) территории муниципального образования.
Это, в основном, лиственные породы (4,3 га).
Площадь хвойных насаждений составляет 0,2 га.

## История
| Период                | Вхождение в состав                 |
| --------------------- | ---------------------------------- |
| 12.07.1929—30.07.1930 | Рязанский округ Московской области |
| 30.07.1930—26.09.1937 | Московская область                 |
| 26.09.1937—20.12.1942 | Рязанская область                  |
| 20.12.1942—10.06.1946 | Московская область                 |
| с 10.06.1946          | Рязанская область                  |

Михайловский район был образован 12 июля 1929 года на части территории бывших Гагаринской и Михайловской волостей Скопинского уезда Рязанской губернии.
Район вошёл в состав Рязанского округа Московской области. В состав района первоначально вошли город Михайлов, рабочий посёлок Октябрьский и сельсоветы:
- из Гагаринской волости: Волосовский, Грязновский, Киндяковский, Малинковский, Николаевский, Новодеревенский, Огибаловский, Ольховецкий, Павелковский, Печерниковский, Поздновский, Покровский, Федоровский, Фирюлевский, Чесменский
- из Михайловской волости: Аннинский, Бекленевский, Березовский, Бояринцевский, Виленский, Внуковский, Высоковский, Глинковский, Голдинский, Горностаевский, Дугинский, Еринский, Желватовский, Журавлёвский, Завидовский, Зайчинский, Иваньковский, Ижеславский, Каморинский, Карандеевский, Киркинский, Козловский, Костылевский, Красновский, Красно-Городищенский, Кукуйский, Курылшевский, Лесищенский, Лобано-Высельский, Локненский, Лубянковский, Маковский, Мало-Дорогинский, Марьинский, Машковский, Новониколаевский, Новопанский, Печерниково-Высельский, Помозовский, Поярковский, Проне-Городищенский, Прудский, Прудско-Высельский, Пушкарский, Рачатниковский, Розвальневский, Самарский, Самодуровский, Свистовский, Серебрянский, Слободский, Старопашинский, Стрелецко-Высельский, Стублевский, Студенецкий, Татарский, Узуновский, Хавертовский, Хохловский, Щетиновский.

стела на трассе

30 июля 1930 года округа были упразднены и район отошёл в прямое подчинение Московской области.
21 февраля 1935 года Березовский, Внуковский, Волосовский, Голдинский, Грязновский, Иваньковский, Киндяковский, Киркинский, Малинковский, Мало-Дорогинский, Новодеревенский, Огибаловский, Ольховецкий, Павелковский, Поздновский, Покровский, Самарский, Федоровский и Чесменский с/с были переданы в новый Чапаевский район.
В соответствии с постановлением от 26 сентября 1937 года из Московской области были выделены Тульская и Рязанская области. Михайловский район вошёл в состав вновь образованной Рязанской области.
20 декабря 1942 года Михайловский район был возвращён в состав Московской области.
4 марта 1943 года Бекленевский, Виленский, Высоковский, Глинковский, Горностаевский, Дугинский, Еринский, Желватовский, Завидовский, Зайчинский, Каморинский, Красно-Городищенский, Кукуйский, Курылшевский, Маковский, Новониколаевский, Помозовский, Проне-Городищенский, Самодуровский, Серебрянский, Стрелецко-Высельский и Хохловский с/с были переданы в новый Октябрьский район.
10 июня 1946 года Михайловский район был возвращён в состав Рязанской области.
3 июня 1959 года к Михайловскому району был присоединён Чапаевский район.
С 1963 года по 1965 года, во время неудавшейся всесоюзной реформы по делению на сельские и промышленные районы и парторганизации, в соответствии с решениями ноябрьского (1962 года) пленума ЦК КПСС «о перестройке партийного руководства народным хозяйством», район в числе многих в СССР был временно упразднён (укрупнён). В результате в 1964 году появился Михайловский сельский район Рязанской области. Но в таком виде он просуществовал менее года.
До муниципальной реформы 2006 года Михайловский район делился на 26 сельских округов:
- Бычковский (с. Бычки),
- Виленский (с. Виленка),
- Грязноский (с. Грязное),
- Голдинский (с. Голдино),
- Горностаевский (п. СХПК «Заря»),
- Жмуровский (с. Жмурово),
- Ижеславльский (с. Ижеславль),
- Иваньковский (д. Иваньково),
- Ильичевский (п. СХПК им. Ильича),
- Красновский (с. Красное),
- Каморинский (д. Каморино),
- Козловский (с. Козловка),
- Малинковский (с. Малинки),
- Мишинский (д. Мишино),
- Новопанский (с. Новопанское),
- Поярковский (д. Поярково),
- Печерниковский (с. Печерники),
- Помозовский (с. Помозово),
- Рачатниковский (с. Рачатники),
- Слободский (д. Слободка),
- Стрелецко—Высельский (с. Стрелецкие Выселки),
- Трепольский (п. Треполье),
- Фрунзенский (п. Фрунзенский),
- Чуриковский (с. Чурики),
- Щетининский (с. Щетиновка),
- Щеголевский (д. Щеголево).

В 2005 году в рамках организации местного самоуправления, в муниципальном районе были созданы 19 муниципальных образований (2 городских и 17 сельских поселений).
В 2018 году были упразднены Печерниковское и Ильичёвское сельские поселения.
В 2024 году Законом Рязанской области от 30.05.2024 № 40-ОЗ упразднены все муниципалитеты (район и поселения) путем их объединения во вновь образованное муниципальное образование Михайловский муниципальный округ Рязанской области.

## Население
| 1939    | 1959    | 1970    | 1979    | 1989    | 2002    | 2009    | 2010    | 2012    |
| ------- | ------- | ------- | ------- | ------- | ------- | ------- | ------- | ------- |
| 72 980  | ↘67 514 | ↘60 157 | ↘49 421 | ↘45 144 | ↘38 377 | ↘35 919 | ↘35 223 | ↘34 850 |
| 2013    | 2014    | 2015    | 2016    | 2017    | 2018    | 2019    | 2020    | 2021    |
| ↘34 533 | ↘34 104 | ↘33 557 | ↘32 897 | ↘32 350 | ↘31 603 | ↘31 027 | ↘30 729 | ↗31 806 |
| 2023    |         |         |         |         |         |         |         |         |
| ↘31 518 |         |         |         |         |         |         |         |         |

Демографическая ситуация характеризуется естественным приростом.
Трудоспособное население составляет около 38,2 % от общего числа жителей, пенсионеры — около 35,5 %.
На сельскохозяйственных предприятиях и в крестьянских (фермерских) хозяйствах заняты более 1,1 тыс. человек, в промышленности и строительстве — 2,5 тыс. человек, в социальной сфере работает 2,3 тыс. человек.
0,4 тыс. человек не заняты трудовой деятельностью и занимаются поисками работы.

### Урбанизация
Городское население (город Михайлов и посёлок городского типа Октябрьский) составляет 50,62 % населения района.

### Национальный состав
По итогам переписи населения 2020 года проживали следующие национальности (национальности менее 0,1 % и другое, см. в сноске к строке «Другие»):
| Национальность | Численность, чел. | Доля     |
| -------------- | ----------------- | -------- |
| Русские        | 26 958            | 84,76 %  |
| Цыгане         | 373               | 1,17 %   |
| Таджики        | 293               | 0,92 %   |
| Украинцы       | 116               | 0,36 %   |
| Армяне         | 112               | 0,35 %   |
| Узбеки         | 92                | 0,29 %   |
| Молдаване      | 86                | 0,27 %   |
| Киргизы        | 71                | 0,22 %   |
| Азербайджанцы  | 70                | 0,22 %   |
| Лезгины        | 62                | 0,19 %   |
| Рутульцы       | 57                | 0,18 %   |
| Лакцы          | 37                | 0,12 %   |
| Агулы          | 36                | 0,11 %   |
| Другие         | 3443              | 10,84 %  |
| Итого          | 31 806            | 100,00 % |

## Территориальное устройство
В рамках административно-территориального устройства, Михайловский район включает 1 город районного значения, 1 посёлок городского типа и 15 сельских округов.
В рамках организации местного самоуправления, муниципальный район делится на 17 муниципальных образований, в том числе 2 городских и 15 сельских поселений.
| №  | Муниципальное образование               | Административный центр      | Количество населённых пунктов | Население (чел.) | Площадь (км²) |
| -- | --------------------------------------- | --------------------------- | ----------------------------- | ---------------- | ------------- |
| 1  | Михайловское городское поселение        | город Михайлов              | 7                             | ↘11 239          | 59,88         |
| 2  | Октябрьское городское поселение         | рабочий посёлок Октябрьский | 2                             | ↗5922            | 11,34         |
| 3  | Виленское сельское поселение            | село Виленка                | 3                             | ↘1053            | 90,58         |
| 4  | Голдинское сельское поселение           | село Голдино                | 11                            | ↘1595            | 153,33        |
| 5  | Горностаевское сельское поселение       | посёлок Заря                | 31                            | ↗1262            | 225,46        |
| 6  | Грязновское сельское поселение          | село Грязное                | 31                            | ↗1954            | 241,64        |
| 7  | Жмуровское сельское поселение           | село Жмурово                | 7                             | ↗233             | 67,48         |
| 8  | Каморинское сельское поселение          | деревня Каморино            | 4                             | ↘348             | 57,86         |
| 9  | Красновское сельское поселение          | село Красное                | 5                             | ↘405             | 37,81         |
| 10 | Новопанское сельское поселение          | село Новопанское            | 2                             | ↘361             | 67,29         |
| 11 | Поярковское сельское поселение          | деревня Поярково            | 5                             | ↘610             | 83,82         |
| 12 | Рачатниковское сельское поселение       | село Рачатники              | 5                             | ↘439             | 63,79         |
| 13 | Слободское сельское поселение           | деревня Слободка            | 15                            | ↗1176            | 178,13        |
| 14 | Стрелецко-Высельское сельское поселение | село Стрелецкие Выселки     | 6                             | ↘1351            | 98,35         |
| 15 | Трепольское сельское поселение          | посёлок Трепольский         | 20                            | ↘885             | 168,14        |
| 16 | Чуриковское сельское поселение          | село Чурики                 | 4                             | ↘247             | 67,08         |
| 17 | Щетининское сельское поселение          | село Щетиновка              | 12                            | ↗2567            | 99,24         |

В 2018 году были упразднены Печерниковское сельское поселение (включено в Слободское) и Ильичёвское сельское поселение (включено в Грязновское).

## Населённые пункты
В Михайловском районе 170 населённых пунктов, в том числе 2 городских (пгт и город) и 168 сельских.
| №   | Населённый пункт                               | Тип             | Население | Муниципальное образование               |
| --- | ---------------------------------------------- | --------------- | --------- | --------------------------------------- |
| 1   | Александрово                                   | деревня         | ↘6        | Ильичёвское сельское поселение          |
| 2   | Аннино                                         | село            | ↘90       | Слободское сельское поселение           |
| 3   | Арсеньево                                      | деревня         | ↗53       | Щетининское сельское поселение          |
| 4   | Барановка                                      | деревня         | 12        | Голдинское сельское поселение           |
| 5   | Бекленевка                                     | деревня         | ↘20       | Трепольское сельское поселение          |
| 6   | Берёзово                                       | село            | ↘56       | Печерниковское сельское поселение       |
| 7   | Большая Дорогинка                              | деревня         | ↘1        | Голдинское сельское поселение           |
| 8   | Большое Свистово                               | село            | ↘27       | Рачатниковское сельское поселение       |
| 9   | Бояринцево                                     | деревня         | →0        | Щетининское сельское поселение          |
| 10  | Бояринцево                                     | посёлок станции | →34       | Щетининское сельское поселение          |
| 11  | Бутырки                                        | деревня         | ↘2        | Грязновское сельское поселение          |
| 12  | бывшей МТС                                     | посёлок         | 22        | Слободское сельское поселение           |
| 13  | Бычки                                          | деревня         | ↘240      | Горностаевское сельское поселение       |
| 14  | ветлечебницы                                   | посёлок         | 0         | Слободское сельское поселение           |
| 15  | Виленка                                        | село            | ↘1221     | Виленское сельское поселение            |
| 16  | Вилки                                          | деревня         | ↘25       | Поярковское сельское поселение          |
| 17  | Внуково                                        | село            | ↘0        | Горностаевское сельское поселение       |
| 18  | Волосовка                                      | деревня         | 79        | Грязновское сельское поселение          |
| 19  | Волшута                                        | деревня         | ↘31       | Ильичёвское сельское поселение          |
| 20  | Гагарино                                       | посёлок станции | 0         | Грязновское сельское поселение          |
| 21  | Глинки                                         | село            | ↘1        | Горностаевское сельское поселение       |
| 22  | Глинки                                         | деревня         | ↘6        | Трепольское сельское поселение          |
| 23  | Голдино                                        | посёлок станции | 29        | Голдинское сельское поселение           |
| 24  | Голдино                                        | село            | ↗870      | Голдинское сельское поселение           |
| 25  | Горбатово                                      | деревня         | ↘2        | Горностаевское сельское поселение       |
| 26  | Горностаевка                                   | село            | ↘2        | Горностаевское сельское поселение       |
| 27  | Горностаевские Выселки                         | деревня         | ↘5        | Горностаевское сельское поселение       |
| 28  | Грязное                                        | село            | ↘989      | Грязновское сельское поселение          |
| 29  | Дмитриевка                                     | деревня         | ↘7        | Горностаевское сельское поселение       |
| 30  | Дмитриевский                                   | посёлок         | ↘0        | Жмуровское сельское поселение           |
| 31  | Донцы                                          | деревня         | 0         | Трепольское сельское поселение          |
| 32  | Дугинка 1-я                                    | деревня         | ↘2        | Трепольское сельское поселение          |
| 33  | Дугинка II                                     | деревня         | ↘7        | Трепольское сельское поселение          |
| 34  | Дугинка III                                    | деревня         | 1         | Трепольское сельское поселение          |
| 35  | Елизаветино                                    | деревня         | ↘1        | Грязновское сельское поселение          |
| 36  | Ждановка                                       | посёлок         | ↗82       | Виленское сельское поселение            |
| 37  | Жмурово                                        | село            | ↘147      | Жмуровское сельское поселение           |
| 38  | Заболотье                                      | деревня         | ↘14       | Трепольское сельское поселение          |
| 39  | Завидовка                                      | деревня         | ↗160      | Каморинское сельское поселение          |
| 40  | Зайчино                                        | село            | →0        | Михайловское городское поселение        |
| 41  | Заречье                                        | посёлок         | 7         | Ильичёвское сельское поселение          |
| 42  | Заречье-1                                      | село            | ↘44       | Щетининское сельское поселение          |
| 43  | Заречье-2                                      | село            | ↗28       | Щетининское сельское поселение          |
| 44  | Заря                                           | посёлок         | 585       | Горностаевское сельское поселение       |
| 45  | Зенино                                         | деревня         | 0         | Трепольское сельское поселение          |
| 46  | Зикеево                                        | деревня         | ↘8        | Михайловское городское поселение        |
| 47  | Иваньково                                      | деревня         | ↘0        | Горностаевское сельское поселение       |
| 48  | Иваньково                                      | деревня         | ↘144      | Горностаевское сельское поселение       |
| 49  | Ижеславль                                      | село            | ↘226      | Поярковское сельское поселение          |
| 50  | Кадушино                                       | деревня         | ↘0        | Грязновское сельское поселение          |
| 51  | Каменный Хутор 1                               | деревня         | 5         | Ильичёвское сельское поселение          |
| 52  | Каменный Хутор 2                               | деревня         | 15        | Ильичёвское сельское поселение          |
| 53  | Каморино                                       | деревня         | ↘263      | Каморинское сельское поселение          |
| 54  | Карандеевка                                    | деревня         | ↘11       | Трепольское сельское поселение          |
| 55  | Киндяково                                      | деревня         | ↘15       | Голдинское сельское поселение           |
| 56  | Козловка                                       | село            | ↘973      | Михайловское городское поселение        |
| 57  | Коллектив                                      | деревня         | 0         | Горностаевское сельское поселение       |
| 58  | Колчево                                        | деревня         | →0        | Михайловское городское поселение        |
| 59  | Комаревка                                      | деревня         | 94        | Щетининское сельское поселение          |
| 60  | Конуры                                         | деревня         | ↘4        | Горностаевское сельское поселение       |
| 61  | Кораблинка                                     | деревня         | 0         | Горностаевское сельское поселение       |
| 62  | Коровинского спиртзавода                       | посёлок         | 265       | Ильичёвское сельское поселение          |
| 63  | Королевка                                      | посёлок         | 101       | Стрелецко-Высельское сельское поселение |
| 64  | Костино                                        | деревня         | 0         | Грязновское сельское поселение          |
| 65  | Костыли                                        | деревня         | ↗2        | Слободское сельское поселение           |
| 66  | Красная Горка                                  | посёлок         | 10        | Красновское сельское поселение          |
| 67  | Красная Звезда                                 | посёлок         | 2         | Каморинское сельское поселение          |
| 68  | Красная Звезда                                 | посёлок         | 5         | Чуриковское сельское поселение          |
| 69  | Красное                                        | деревня         | ↘49       | Жмуровское сельское поселение           |
| 70  | Красное                                        | село            | ↘244      | Красновское сельское поселение          |
| 71  | Красное Городище                               | деревня         | ↘29       | Горностаевское сельское поселение       |
| 72  | Красный Посёлок                                | деревня         | ↘0        | Слободское сельское поселение           |
| 73  | Кукуй                                          | деревня         | ↘27       | Трепольское сельское поселение          |
| 74  | Курлышево                                      | деревня         | ↘6        | Горностаевское сельское поселение       |
| 75  | Леденёвка                                      | деревня         | ↘9        | Горностаевское сельское поселение       |
| 76  | Лесищи                                         | деревня         | 0         | Трепольское сельское поселение          |
| 77  | Лобановские Выселки                            | село            | ↗38       | Виленское сельское поселение            |
| 78  | Локня                                          | деревня         | ↘3        | Слободское сельское поселение           |
| 79  | Лубянка                                        | деревня         | ↘0        | Поярковское сельское поселение          |
| 80  | Лужки                                          | село            | ↘42       | Грязновское сельское поселение          |
| 81  | Маково                                         | село            | ↘101      | Стрелецко-Высельское сельское поселение |
| 82  | Маковские Выселки                              | деревня         | ↗17       | Стрелецко-Высельское сельское поселение |
| 83  | Малая Дорогинка                                | деревня         | ↗13       | Голдинское сельское поселение           |
| 84  | Малинки                                        | село            | ↘313      | Голдинское сельское поселение           |
| 85  | Малое Свистово                                 | деревня         | ↘7        | Рачатниковское сельское поселение       |
| 86  | Малое Треполье                                 | деревня         | 16        | Трепольское сельское поселение          |
| 87  | Марьино                                        | деревня         | ↘20       | Слободское сельское поселение           |
| 88  | Машково                                        | село            | ↗25       | Трепольское сельское поселение          |
| 89  | Митякино                                       | деревня         | ↘1        | Горностаевское сельское поселение       |
| 90  | Михайлов                                       | город           | ↘10 085   | Михайловское городское поселение        |
| 91  | Напольные Выселки                              | деревня         | ↘23       | Грязновское сельское поселение          |
| 92  | Наталинка                                      | деревня         | ↘2        | Стрелецко-Высельское сельское поселение |
| 93  | Наумовка                                       | деревня         | ↘31       | Горностаевское сельское поселение       |
| 94  | Некрасово                                      | посёлок         | ↗435      | Стрелецко-Высельское сельское поселение |
| 95  | Низок                                          | село            | ↘88       | Щетининское сельское поселение          |
| 96  | Николаевка                                     | деревня         | 13        | Ильичёвское сельское поселение          |
| 97  | Николаевка                                     | село            | 0         | Рачатниковское сельское поселение       |
| 98  | Ничушки                                        | деревня         | 0         | Горностаевское сельское поселение       |
| 99  | Новая Деревня                                  | деревня         | ↘23       | Горностаевское сельское поселение       |
| 100 | Новое Киркино                                  | село            | ↘13       | Ильичёвское сельское поселение          |
| 101 | Ново-Николаевка                                | деревня         | 7         | Трепольское сельское поселение          |
| 102 | Новопанское                                    | село            | ↘239      | Новопанское сельское поселение          |
| 103 | Нюховецкие Выселки                             | деревня         | 0         | Грязновское сельское поселение          |
| 104 | Оболенки                                       | деревня         | ↘6        | Слободское сельское поселение           |
| 105 | Огибалово                                      | село            | ↗24       | Горностаевское сельское поселение       |
| 106 | Октябрьский                                    | рабочий посёлок | ↗5870     | Октябрьское городское поселение         |
| 107 | Ольховец                                       | деревня         | 9         | Грязновское сельское поселение          |
| 108 | Орловка                                        | деревня         | 0         | Горностаевское сельское поселение       |
| 109 | Осовец                                         | деревня         | 2         | Грязновское сельское поселение          |
| 110 | отделения «Возрождение» совхоза «Калининский»  | посёлок         | 112       | Голдинское сельское поселение           |
| 111 | отделения «Новопанское» совхоза «Трепольский»  | посёлок         | 22        | Трепольское сельское поселение          |
| 112 | отделения «Пролетарское» совхоза имени Ильича  | посёлок         | 14        | Ильичёвское сельское поселение          |
| 113 | отделения имени Калинина совхоза «Возрождение» | посёлок         | 28        | Грязновское сельское поселение          |
| 114 | Павелково                                      | деревня         | ↘138      | Голдинское сельское поселение           |
| 115 | Павловка                                       | деревня         | 0         | Жмуровское сельское поселение           |
| 116 | Печерники                                      | село            | ↘453      | Печерниковское сельское поселение       |
| 117 | Печерниковские Выселки                         | село            | ↘121      | Красновское сельское поселение          |
| 118 | Подобреево                                     | деревня         | ↘3        | Грязновское сельское поселение          |
| 119 | Поздное                                        | село            | ↘49       | Грязновское сельское поселение          |
| 120 | Покровское 1                                   | село            | ↘113      | Чуриковское сельское поселение          |
| 121 | Покровское 2                                   | село            | ↘34       | Голдинское сельское поселение           |
| 122 | Половнево                                      | село            | ↘1        | Грязновское сельское поселение          |
| 123 | Полыновка                                      | деревня         | 3         | Трепольское сельское поселение          |
| 124 | Помозово                                       | село            | ↘142      | Михайловское городское поселение        |
| 125 | Поярково                                       | деревня         | ↘422      | Поярковское сельское поселение          |
| 126 | Проне-Городище                                 | село            | ↘9        | Каморинское сельское поселение          |
| 127 | Протасово                                      | деревня         | 0         | Горностаевское сельское поселение       |
| 128 | Прудская                                       | село            | ↘306      | Щетининское сельское поселение          |
| 129 | Прудские Выселки                               | деревня         | ↘188      | Щетининское сельское поселение          |
| 130 | Прудские Телятники                             | деревня         | 102       | Щетининское сельское поселение          |
| 131 | Пушкари                                        | село            | ↘349      | Щетининское сельское поселение          |
| 132 | Раздольное                                     | село            | ↘50       | Жмуровское сельское поселение           |
| 133 | Рачатники                                      | село            | ↘466      | Рачатниковское сельское поселение       |
| 134 | Ржевка                                         | деревня         | 0         | Горностаевское сельское поселение       |
| 135 | Роговое                                        | село            | ↘10       | Чуриковское сельское поселение          |
| 136 | Розвальнево                                    | деревня         | 0         | Рачатниковское сельское поселение       |
| 137 | Рябцево                                        | деревня         | ↘3        | Голдинское сельское поселение           |
| 138 | Садовый посёлок                                | деревня         | 41        | Горностаевское сельское поселение       |
| 139 | Саларьево                                      | деревня         | 5         | Печерниковское сельское поселение       |
| 140 | Самара                                         | деревня         | 4         | Жмуровское сельское поселение           |
| 141 | санатория «Красное»                            | посёлок         | 2         | Красновское сельское поселение          |
| 142 | Серебрянь (Рязанская область)                  | деревня         | →52       | Октябрьское городское поселение         |
| 143 | Слободка                                       | деревня         | ↘328      | Слободское сельское поселение           |
| 144 | Солнечное                                      | село            | ↘24       | Горностаевское сельское поселение       |
| 145 | Старое Киркино                                 | село            | ↘4        | Ильичёвское сельское поселение          |
| 146 | Степановка                                     | деревня         | 61        | Трепольское сельское поселение          |
| 147 | Стрелецкие Выселки                             | село            | ↗716      | Стрелецко-Высельское сельское поселение |
| 148 | Стубле                                         | село            | ↗210      | Новопанское сельское поселение          |
| 149 | Студенец                                       | деревня         | 5         | Слободское сельское поселение           |
| 150 | Сухотино                                       | деревня         | 0         | Горностаевское сельское поселение       |
| 151 | Тимофеевка                                     | деревня         | ↘0        | Трепольское сельское поселение          |
| 152 | Толмачевка                                     | деревня         | 3         | Горностаевское сельское поселение       |
| 153 | Трепольский                                    | посёлок         | ↘450      | Трепольское сельское поселение          |
| 154 | Фёдоровка                                      | деревня         | ↘40       | Ильичёвское сельское поселение          |
| 155 | Феняево                                        | деревня         | ↘14       | Ильичёвское сельское поселение          |
| 156 | Фирюлёвка                                      | село            | ↘125      | Слободское сельское поселение           |
| 157 | Хавертово                                      | село            | ↘53       | Поярковское сельское поселение          |
| 158 | Хохловка                                       | деревня         | 3         | Горностаевское сельское поселение       |
| 159 | Хрястово                                       | деревня         | 2         | Горностаевское сельское поселение       |
| 160 | центрального отделения совхоза «Мишино»        | посёлок         | ↘218      | Слободское сельское поселение           |
| 161 | центрального отделения совхоза «Фрунзенский»   | посёлок         | 392       | Трепольское сельское поселение          |
| 162 | центрального отделения совхоза имени Ильича    | посёлок         | ↗506      | Ильичёвское сельское поселение          |
| 163 | Чесменка                                       | деревня         | 3         | Ильичёвское сельское поселение          |
| 164 | Чурики                                         | село            | ↘222      | Чуриковское сельское поселение          |
| 165 | Шамово                                         | деревня         | 6         | Красновское сельское поселение          |
| 166 | Шанчерово                                      | деревня         | ↘26       | Жмуровское сельское поселение           |
| 167 | Шепелёвка                                      | деревня         | ↘11       | Горностаевское сельское поселение       |
| 168 | Щеголево                                       | деревня         | ↘127      | Грязновское сельское поселение          |
| 169 | Щетиновка                                      | село            | ↘1456     | Щетининское сельское поселение          |
| 170 | 10-й год Октября                               | посёлок         | ↘31       | Михайловское городское поселение        |

## Органы местного самоуправления
Представительный орган — Михайловская районная Дума.
Исполнительный орган — администрация муниципального образования Михайловский муниципальный район.
Глава муниципального образования одновременно является председателем районной Думы.
Глава муниципального образования и председатель Михайловской районной Думы — Куфельдт Александр Давыдович.
Глава администрации — Сидоров Евгений Владимирович.

## Герб
Герб Михайловского района утвержден на заседании Михайловской районной Думы решением № 44 от 17 июля 1998 года и зарегистрирован в Государственной Герольдии 4 августа 1998 года, регистрационный № 292.
в лазоревом (синем, голубом) поле — серебряный расторгнутый и распростёртый вниз лет (крылья).
В золотой вольной части со скруглённым углом — старинная зелёная княжеская шапка с чёрной собольей опушкой, над которой золотое украшение («городок») с лазоревым самоцветным камнем.
В гербе Михайлова отразился и особый геральдический приём, когда для лаконичности вместо целого изображается лишь его символическая часть. Поэтому в верхней половине герба вместо всего рязанского князя изображены только его шапка и оружие (скрещённые меч и ножны), а в нижней половине вместо Архангела Михаила — только два его крыла, «по имени сего города»; так, как они обычно изображаются в иконописи — распростёртыми вниз. Необходимость помещения в михайловском гербе одних только крыльев продиктована и тем обстоятельством, что полное изображение Архангела Михаила уже есть в древнем гербе г. Киева, покровителем которого он считается, и в гербе г. Архангельска. Такое символическое сходство позволяет считать Михайлов, в своем роде, побратимом этих древнерусских городов.
В XIX веке верхняя половина михайловского герба с губернскими атрибутами постепенно сократилась до размеров 1/3 щита, а после геральдической реформы была и вовсе отменена и заменена «вольной
частью» — особым квадратом в верхнем углу щита, в котором помещался герб губернии.

## Экономика
Промышленность
В 1913 году был построен цементный завод «Спартак», а в годы седьмой пятилетки, при технической помощи ГДР — цементный завод «Михайловский». Михайловский цемент шёл на строительство Каширской ГЭС, станций Московского метрополитена, на выпуск железобетонных корпусов, дотов и дзотов в годы войны, на восстановление разрушенного, возведение плотин, гидроэлектростанций, бетонирование энергоблоков первых АЭС.
Основная доля производимой в районе продукции приходится на производство прочих неметаллических минеральных продуктов (59,0 %), пищевых продуктов (21,7 %), электроэнергии, газа и воды (3,0 %), прочие производства (16,3 %).
В 2013 году в эксплуатацию введено новое предприятие — «Серебрянский цементный завод», построенный холдингом «БазэлЦемент». Завод мощностью 1,8 млн тонн продукции работает по современному, эффективному и экологически чистому «сухому» способу производства цемента. Появление завода обеспечило району 450 рабочих мест, отчисления в бюджеты всех уровней при выходе предприятия на проектную мощность составят 1,3 млрд рублей в год.
Наиболее крупные предприятия:
- Серебрянский цементный завод — производство цемента
- Михайловский цементный завод — производство цемента.
- Михайловхлебпродукты — производство муки и комбикормов.
- Голдинский спиртзавод

Строительство
На территории района функционируют 2 строительные и ремонтно-дорожные организации. За последние годы завершено строительство муниципального культурного центра, операционного блока ЦРБ, реабилитационного центра в колледже, подстанции п. Октябрьский.
Сельское хозяйство
Общее число хозяйств Михайловского района составляет 12993 единицы.
Из них сельскохозяйственных предприятий — 26, крестьянских (фермерских) хозяйств — 275. Остальное составляют хозяйства населения.
Специализация сельского хозяйства — зерново-молочная.
Продукция растениеводства занимает ведущее место и составляет около 68,4 %.
В структуре продукции сельского хозяйства в фактически действующих ценах 51,1 % занимает продукция хозяйства населения, 42,6 % — продукция сельхозпредприятий и 6,2 % — продукция крестьянских (фермерских) хозяйств.
Земельный фонд Михайловского района составляет 1841,17 км², из них земли сельскохозяйственного назначения — 1616,46 км². Общая посевная площадь сельскохозяйственных культур района за последние годы значительно сократилась, в основном, за счёт сокращения посевных площадей сельхозпредприятий.
Из зерновых культур в районе выращивается пшеница, рожь, овёс, ячмень, гречиха.
Наиболее крупные хозяйства:
ООО «Треполье»
СХПК «Воскресение».
Транспорт
Железнодорожный
Через район проходит Павелецкое направление Московской железной дороги участка Ожерелье — Павелец. На территории района расположено 9 железнодорожных станций.
Автомобильный
Через район проходят две Федеральные автодороги: M6 «Москва-Астрахань» и Р132 «Калуга-Тула-Михайлов-Рязань».
Большинство населённых пунктов связано между собой внутрихозяйственными дорогами.
Пассажирские перевозки в районе осуществляет ОАО «Михайловское автопредприятие» и коммерческая организация.
Коммерческая организация осуществляет перевозки по пригородным маршрутам, а ОАО «Михайловское автопредприятие» — по одному междугороднему маршруту.
В 2008 году перевезено 270,2 тыс. пассажиров и выполнено 9324,7 тыс. пассажиро-километров. В сравнении с 2007 годом объём пассажирских перевозок уменьшился на 41,2 %, а пассажирооборот — на 19,9 %.

## Здравоохранение
В сфере здравоохранения работает Центральная районная больница, Октябрьская районная больница, Чапаевская участковая больница, в составе которых три поликлиники, стационар, отделение переливания крови, три клинико-диагностических лаборатории, станция скорой медицинской помощи, инфекционное и стоматологическое отделения. Общее количество коек — 276. В 1999 году был введен в эксплуатацию новый корпус центральной районной больницы на 105 мест. Завершено строительство операционного блока.
Сельское население обслуживают 44 фельдшерских и фельдшерско-акушерских пункта.

## СМИ
Издаётся газета «Михайловские вести», функционирует телевидение МУ ТК «Михайлов-ТВ».

## Связь
В районе функционирует АТС, которая имеет выход на международное сообщение и в компьютерную сеть Интернет.

## Культура и искусство
Из учреждений культуры в районе имеется 37 клубов и домов культуры, 38 библиотек.
В 2003 году в г. Михайлове введен в эксплуатацию Муниципальный культурный Центр.
Из библиотек самыми крупными являются — библиотека им. Пушкина и детская библиотека в г. Михайлове.
В районе действуют две детские школы искусств и шесть сельских филиалов.
Большую роль в возрождении и сохранении культурных традиций района играет краеведческий музей.

## Люди, связанные с районом
См. также: Персоналии: Михайловский район
- Бричкин, Александр Васильевич — профессор.
- Копчегов П.А. — профессор.
- Пивоваров, Сергей Антонович (1914—1991) — жил в п. Трепольский.
- Смирнов Е. В. — художник.
- Шаров, Василий Иванович (1924—1997) — работал на торфо-предприятии имени Классона.
- Родейро Перейра Мануэль — начальник цементного карьера, позже-директор клуба

Известные уроженцы
См. также: Категория:Родившиеся в Михайловском районе (Рязанская область)
- Бегичев С. В. — труженик сельского хозяйства.
- Долгушин Н. С. — строитель.
- Жилинский, Яков Григорьевич (1853—1918) — генерал от кавалерии, член Рязанской учёной архивной комиссии.
- Кузьмин, Николай Александрович (1939) — заслуженный агроном РФ.
- Мерзлов, Анатолий Алексеевич (1954—1972) — механизатор.
- Солнцев А. Н. — рабочий.
- Чинилин, Анатолий Иванович (1913—1984) — один из основателей советской школы волейбола, неоднократный чемпион СССР.
- Худеков, Павел Николаевич (1834—1892) — земский и общественный деятель, уроженец с. Подобреево Михайловского уезда Календарь памятных дат Рязанской области. С. 16 пункт 11.

Герои Советского союза
- Зайцев, Иван Фёдорович (1913—1981) — наводчик орудия 12-го истребительного артиллерийского полка.
- Кондаков, Василий Яковлевич (1907—1956) — командир роты 212-го гвардейского стрелкового полка.
- Корнеев, Василий Терентьевич (1920—1943) — командир батареи 1844-го истребительно-противотанкового артиллерийского полка.
- Лавренов, Александр Филиппович (1920—1944) — лётчик.
- Макаров, Иван Константинович (1907—1944) — командир взвода стрелкового полка.
- Ниловский, Сергей Фёдорович (1906—1973) — Генерал-лейтенант артиллерии.
- Савельев, Михаил Иванович (1896—1970) — Генерал-лейтенант.
- Стренин, Фёдор Михайлович (1921—1948) — комсорг стрелкового батальона.
- Устинов, Семён Иванович (1912—1944) — командир стрелкового взвода.

Полные кавалеры ордена славы
- Аманов, Владимир Иванович (1924—1998) — разведчик.
- Андрейчев, Михаил Иванович (1925)
- Бехтин, Владимир Петрович (1923—1981) — сапер-разведчик.

Герои Социалистического труда
- Агафонова, Серафима Андреевна (род. 1939) — мастер машинного доения колхоза имени Чапаева.
- Жаворонков, Николай Михайлович (1907—1990) — советский химик, академик.
- Зуева, Зинаида Васильевна (1928) — депутат Верховного Совета СССР.
- Тишининова, Ольга Ивановна
- Серёгин, Анатолий Захарович

Конфессиональные деятели
- Варфоломей (1866—1956) — митрополит Новосибирский и Барнаульский.
- Гавриил (1871—1937) — священномученик, причислен к лику святых Новомучеников и Исповедников Российских.
- Соловьёв, Иван Михайлович (1894—1941) — священник, святой РПЦ.
- Феодосий (1723—1787) — епископ Коломенский и Каширский.

Политики и государственные деятели
- Исаев, Борис Михайлович (1935—2004) — советский, российский партийный и государственный деятель.
- Крысанов, Прокофий Евгеньевич (1901—1963) — работник органов госбезопасности, начальник УНКВД Минской области.
- Севрюгин, Николай Васильевич (1939—2002) — губернатор Тульской области.

Учёные
- Барышников, Виктор Николаевич (1929) — востоковед.
- Дмитревский, Иван Иванович (1754—1867) — учёный-богослов, переводчик.
- Журкин, Иван Алексеевич (1914—1987) — краевед, автор работ по истории Михайловского района.
- Козлов, Валерий Васильевич (род. 1950) — российский математик, вице-президент РАН.
- Новопокровский, Иван Васильевич (1880—1951) — доктор биологических наук, член-корреспондент АМН СССР.
- Петелин, Виктор Васильевич (1929) — литературовед, доктор филологических наук.
- Сушков, Борис Григорьевич (1941—1997) — учёный-математик, лаур. премии СМ СССР, преп. МФТИ
- Чельцов, Иван Васильевич (1828—1878) — церковный историк, богослов.
- Черкасов, Александр Алексеевич (1888—1954) — учёный в области сельскохозяйственной мелиорации.

Деятели культуры и искусства
- Агапкин, Василий Иванович (1884—1964) — военный дирижёр, автор марша «Прощание славянки».
- Бандорин, Алексей Васильевич (1950) — поэт, публицист.
- Городцов, Александр Дмитриевич (1857—1918) — российский оперный певец и общественный деятель.
- Ильина, Лидия Александровна (1915—1994) — художник-график, заслуженный деятель искусств Киргизской ССР.
- Корнеев, Алексей Андреевич (1931—2001) — поэт, Член Союза писателей СССР.
- Перепёлкина, Александра Фёдоровна (1924) — заслуженный работник культуры РФ.
- Тюнеев, Николай Иванович (1929) — член Союза писателей России.
- Чугунов, Сергей Васильевич (1924—2003) — художник, архитектор, писатель и краевед.
- Яковлев, Михаил Николаевич (1880—1942) — живописец, иллюстратор, театральный художник.

Почётные граждане Михайловского района
1. Брыков Иван Петрович
2. Бухов Алексей дмитриевич
3. Бучнев Юрий Васильевич
4. Митин Борис Иванович
5. Москвитин Владислав Иванович
6. Нерастенко, Владимир Захарович — генеральный директор «Михайловцемент».
7. Сидоров Владимир Карпович
8. Чёнкина Нина Борисовна
9. Штернфельд, Владимир Давидович — генеральный директор ОАО «Штернцемент».

## Достопримечательности
Михайловская земля богата памятниками истории и культуры.
Из памятников технической архитектуры сохранился интересный ажурный металлический мост через Проню из склепанных частей на белокаменных опорах. Сконструирован и построен он был А. А. Бантле в начале XX в.
Единственное в России цветное кружево издавна плетут в г. Михайлове.
Из белых и цветных ниток мулине мастерицы с помощью деревянных палочек — коклюшек создают узоры, радующие глаз красочностью орнамента и богатством фактуры. Истоки Михайловского цветного мерного кружева с неповторимым стилем и численной техникой плетения уходят в глубь веков.
г. Михайлов
Усадьба в с. Красное
Усадьба в с. Красное является ярким и уникальным памятником архитектуры второй половины XIIX в. и начала XIX в.
Усадьба принадлежала видному генералу и дипломату графу А. П. Ермолову.
Строительство велось на средства Екатерины II, в знак особого отношения к А. П. Ермолову.
Самое красивое и оригинальное из сохранившихся сооружений этой усадьбы — скотный двор кольцеобразной формы.
Изящные башни с зубцами и другие белокаменные детали напоминают известные постройки Баженова в Царицыно под Москвой.